# Rio Araraquara
Rio Araraquara é um rio brasileiro do estado de São Paulo. Com altitude média de 703 m, passa pelos municípios de Serra Azul, Cajuru e Altinópolis.

## Localização
É um dos principais rios da Bacia Hidrográfica do Pardo. O curso dágua serve como divisa entre os municípios de Cajuru e Altinópolis

## Pesca
O rio é apropriado para a pesca, onde pode ser encontrado as seguintes espécies: Tucunaré-açu (Cichla temensis), Tambaqui (Colossoma macropomum), Pirarara (Phractocephalus hemioliopterus) entre outras.